# Капограси (Салерно)
Капограси је насеље у Италији у округу Салерно, региону Кампанија.
Према процени из 2011. у насељу је живело 69 становника. Насеље се налази на надморској висини од 260 м.